# Skhira
Skhira er en by i det central-østlige Tunesien, med et indbyggertal (pr. 2004) på cirka 8.600. Byen ligger på landets kyst til Middelhavet.
34°18′2″N 10°4′15″Ø / 34.30056°N 10.07083°Ø
- Wikimedia Commons har flere filer relateret til Skhira